# Kungsholmstorg

Kungsholmstorg är en långsmal plats på Kungsholmen i Stockholm som sträcker sig från Norr Mälarstrand i söder till Hantverkargatan i norr. Kungsholmstorg har två skilda, enkelriktade körbanor och en grönanläggning i mitten.
| Torget 1912, vy mot norr, till vänster syns S:t Eriks Bryggeri. |  | Vy mot norr från ungefär samma punkt år 2025. |
| Torget 1912, vy mot norr, till vänster syns S:t Eriks Bryggeri. |  | Vy mot norr från ungefär samma punkt år 2025. |

Namnet Kungsholmstorget finns första gången 1779 skriftligt belagd och var då tydligen Kungsholmens största salutorg. 1695 kallades platsen för “Lilla torget” och i en källa från 1697 anges att det var en vändplats för häst och vagn. På Kungsholmskartan från 1754 syns Clas Flemings stadsplanering i form av ett rutnät med huvudriktning mot slottet, här kallas torget och gatan Trädgårdsgatan. Nedanför, mot Riddarfjärden, fanns på 1700-talet en lossningsplats för båtar och en karta från 1836 visar en liten hamnanläggning. Under 1800-talet fanns här brunn, brandspruta och åkarstation.
Kungsholmens “taggiga” strandkontur mot Riddarfjärden rätades ut i och med Albert Lindhagens stadsplan för Kungsholmen. Lindhagen planerade inget torg utan ville istället anordna en trädplanterad allé mellan Norr Mälarstrand och nuvarande Fleminggatan. Den tanken övergavs dock som A.R. Lundgrens karta från 1884 illustrerar med den nya, vidgade gatulinjen längs Kungsholmstorgs östra sida. På västra sidan låg rådmannen Thomas Permans malmgård från 1600-talets slut, den revs 1902 för att ge plats åt fler byggnader för S:t Eriks bryggeri, som hade sin verksamhet här mellan 1890 och 1927.
Parken började anläggas 1907. Då planterades 80 lindar, gräsmattor anlades och sittplatser ordnades. 1912 restes i parkens norra del fontänskulpturen Vesslan av Otto Strandman.
Mellan åren 2007 och 2008 genomfördes en upprustning av Kungsholmstorg. Där Garvargatan korsar Kungsholmstorg gavs företräde för fotgängare och de tomma kioskerna mot Hantverkargatan ersattes med utrymme för kafé och torghandel. Torget försågs med blommor och bättre belysning. I torgets norra del, i korsningen Hantverkargatan/Scheelegatan finns numera skulpturen Litet lejon av Monika Masser. Torget återinvigdes den 9 september 2008 av dåvarande trafikborgarråd Mikael Söderlund och stadsdelsförvaltningens ordförande Regina Kevius.

## Bilder då och nu

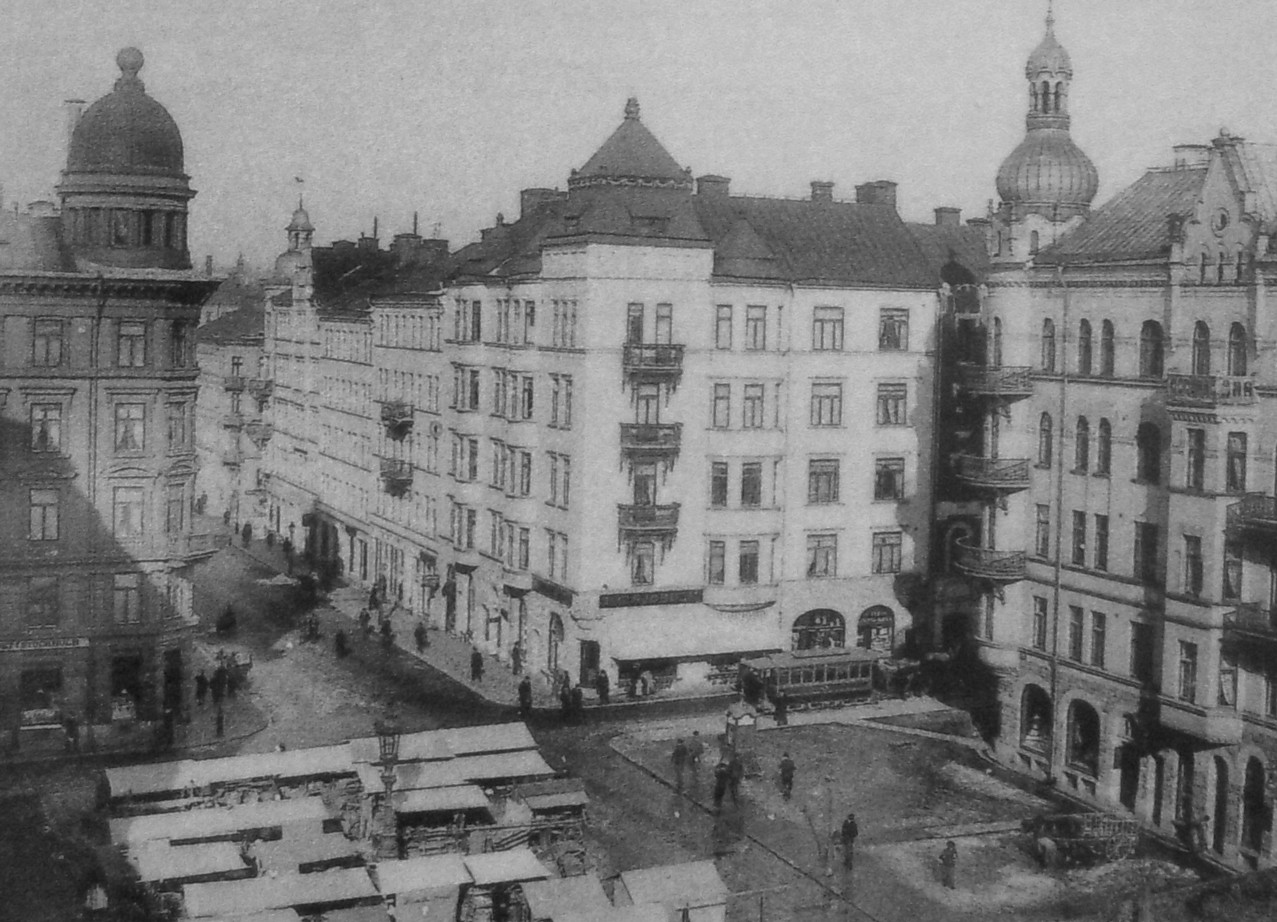
När Kungsholmstorg hade ett torg, omkring 1900.
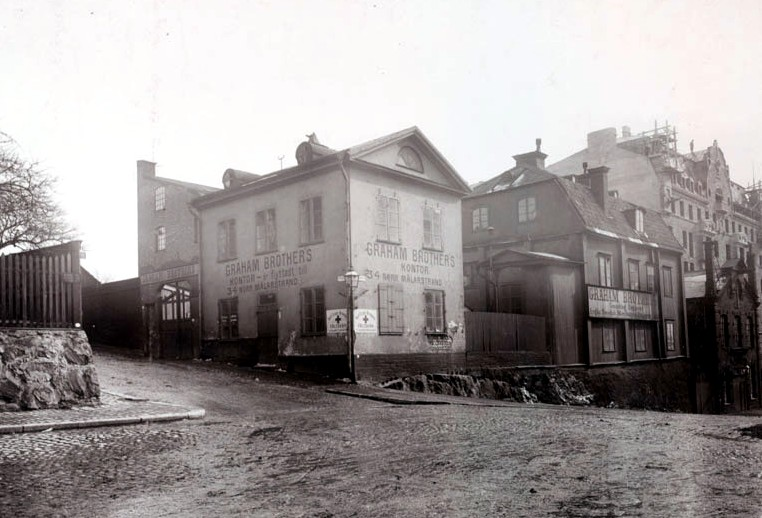
Graham Brothers fabrik vid Garvargatan/Kungsholmstorg omkring 1906.
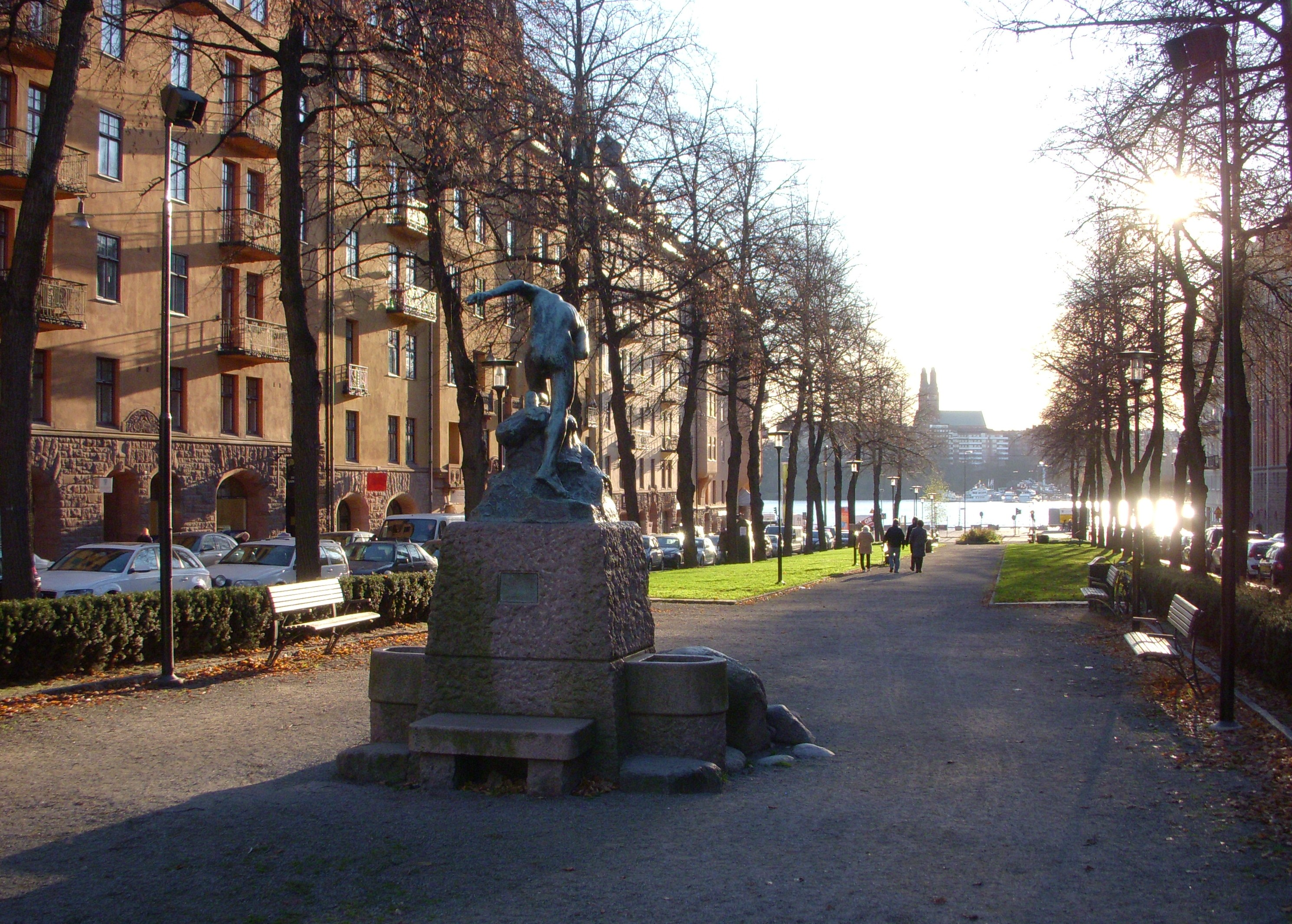
Vy mot syd med skulpturen Vesslan.
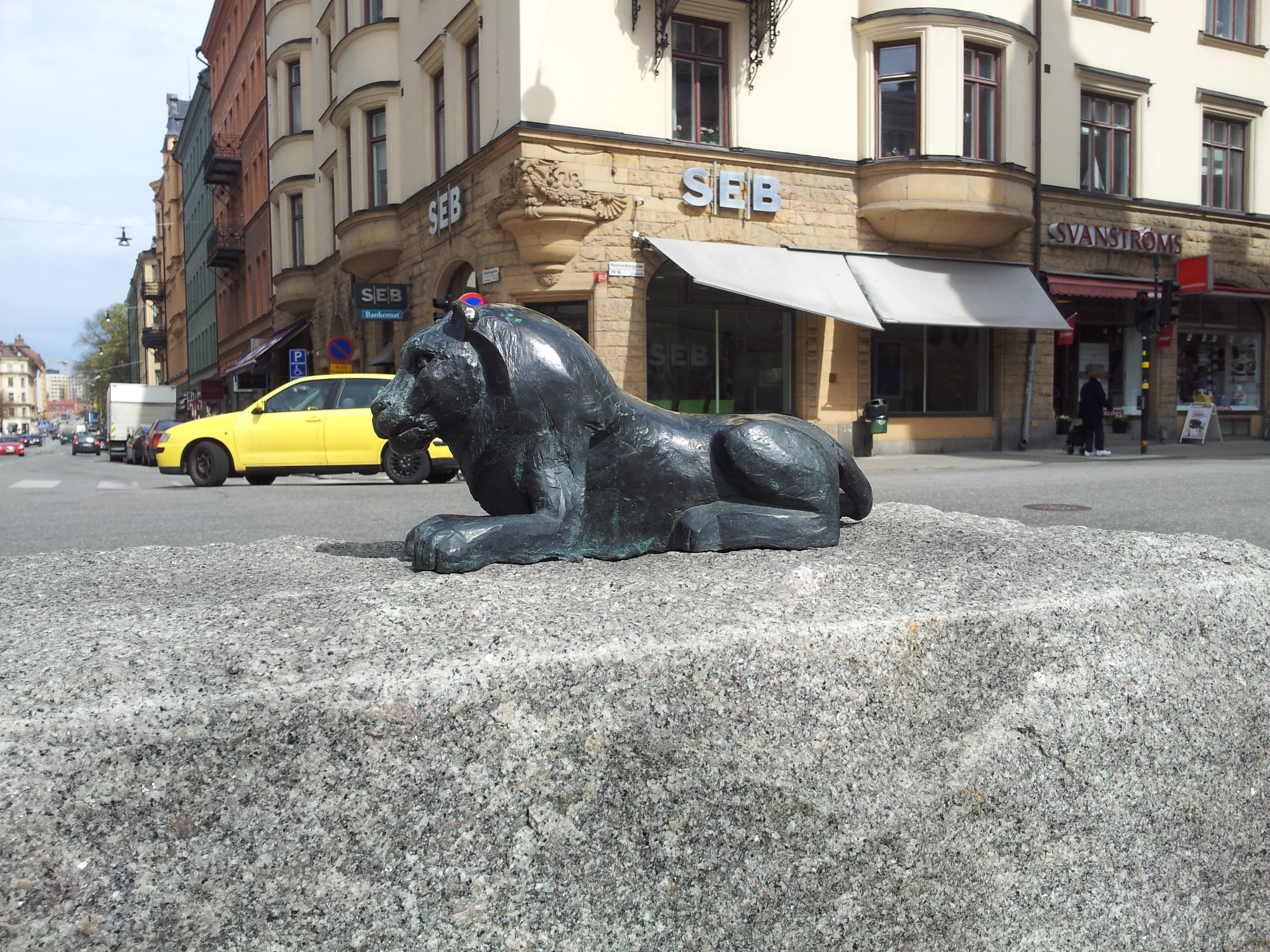
Litet lejon av Monika Masser.
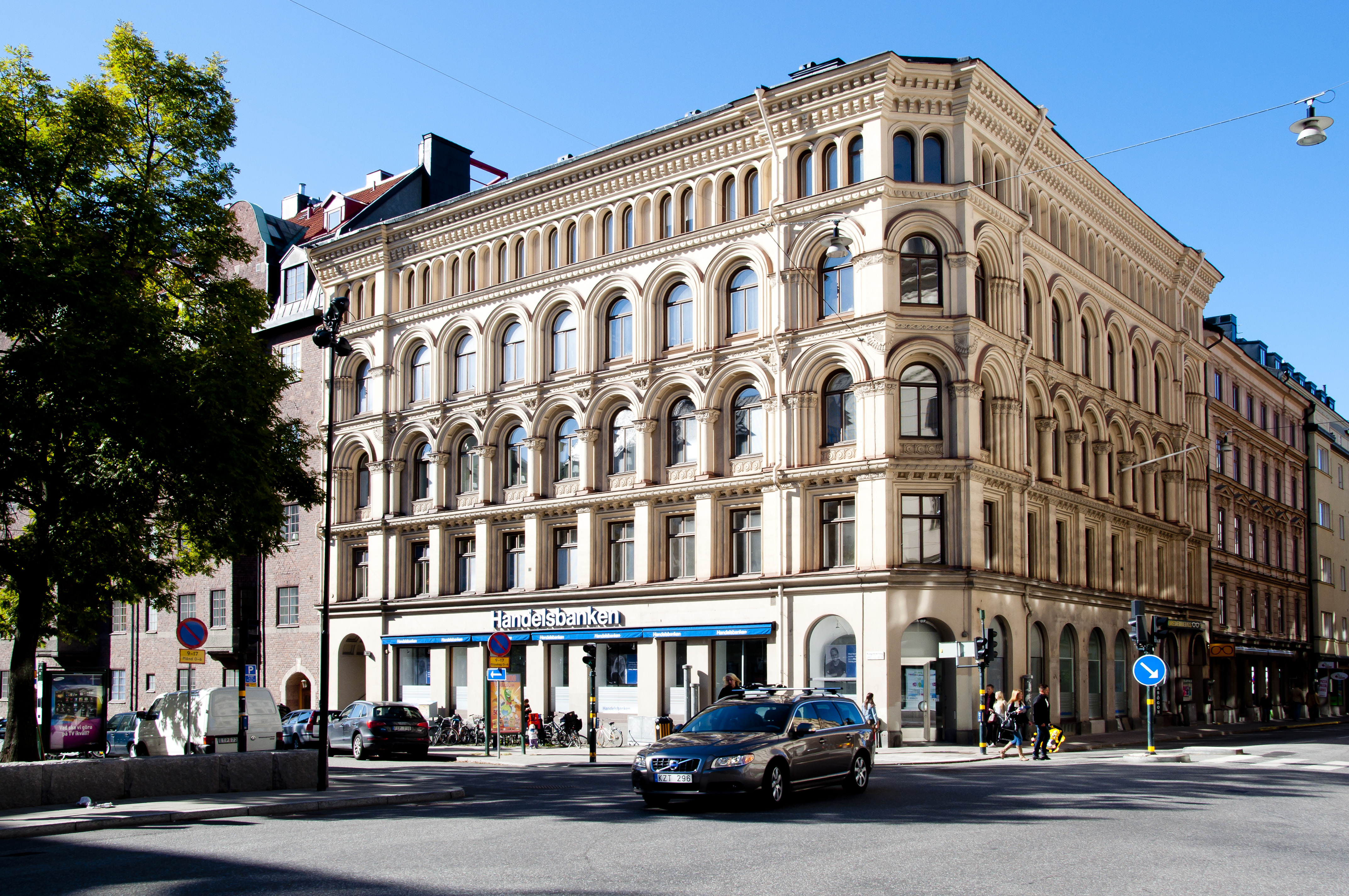
Hörnhuset i kvarteret Bergamotträdet ritat av Adolf Emil Melander.